# Aroandes Gusnaspe
Aroandes Gusnaspe (em grego: Αροάνδης; romaniz.: Aroándēs; em persa médio: Arwand Gushnasp) foi nobre iraniano do século VI, que brevemente serviu como marzobã (governador) da Ibéria persa de 540 a 541 sob o xá Cosroes I (r. 531–579). Foi sucedido por Oazanes Burzemir.

## Nome
Orontes (Ὀρόντης, Oróntēs), Orontas (Ορώντας, Orṓntas), Orondes (Ὀρόνδης, Oróndēs), Aroandes (Αροάνδης, Aroándēs), Oroandes (Ὀροάνδης, Oroandēs), Aruandes (Αρουάνδης, Arouándēs) e Oruandes (Ὀρουάνδης, Orouándēs) são as formas gregas do persa antigo *Arvanta (*Arvanta-), que continuou a ser usado no persa médio e novo como Arvande (Arwand). O nome se associa ao avéstico auruuaṇt-, "rápido, vigoroso, corajoso", que por si só pode ser uma versão abreviada do nome avéstico Auruataspa (Auruuaṱ.aspa-), "tendo cavalos velozes". Por sua vez, Gusnaspe (Gušnasp) é um nome persa médio formado por gušn (do iraniano antigo *vṛšna-), "macho", e asp, "cavalo". Nesse sentido, significa "aquele com cavalos". Foi registrado em armênio como Vesnaspe (Վշնասպ, Všnasp).

## Vida

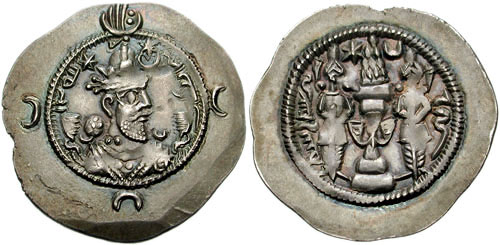
Dracma de r.

Segundo a paixão georgiana de Eustácio de Misqueta, Aroandes já ocupava o ofício de marzobã em 540/1 e foi transferido de sua posição seis meses depois. Sua base ficava em Tiblíssi e tinha um tenente chamado Bistam que comandou o castelo na antiga capital de Misqueta. Ainda segundo a fonte, em Misqueta vivia certo sapateiro persa convertido chamado Eustácio (nascido Guirobandaces) que foi levado diante de Aroandes após denúncia da guilda de sapateiros; outros sete convertidos também foram julgados. Aroandes tratou-os com severidade, ordenando que seus narizes fossem perfurados e acorrentando-os em jaulas sob sentença de morte. Seis meses depois, quando saiu de seu posto, libertou-os como gesto de despedida à população. A hagiografia descreve-o como avarento e enganoso e afirma que convenceu dois cristãos, Basdiades e Panagusnaspe, a voltarem ao zoroastrismo sob promessa de valiosa recompensa, mas no fim deu-lhes nada. Apesar dessa descrição negativa, em outros lugares aparece como alguém que cultivou a boa fé da aristocracia e eclesiásticos e comportou-se muito educadamente com eles.